# هديل الحضيف
هديل محمد عبد الرحمن الحضيف (1983 - 2008)؛ قاصة ومدونة سعودية حاصلة على درجة البكالوريوس (رياض أطفال) من كلية التربية، من جامعة الملك سعود. كان لها أثر ملموس في عالم التدوين والقصة في السعودية في حين لم يتجاوز عمرها 27 عاماً، وتعتبر إحدى أبرز رائدات التدوين في السعودية، كما كان لها الدور البارز في حملة المطالبة بالإفراج عن المدون فؤاد الفرحان ومن جهودها في ذلك إنشاء مجموعة freefouad على الفيس بوك، إلا أنها دخلت في غيبوبة مفاجئة أدت لوفاتها قبيل الإفراج عن الفرحان بعدة أيام.

## مولدها
ولدت في مدينة الرياض  بتاريخ 19 أبريل من عام 1983 للميلاد. وهي الابنة البكر لوالديها في عائلة من8 إخوة.

## نشأتها
عاشت صغرها وطفولتها الأولى، متنقلة بين عدة دول، في مدن عديدة في الولايات المتحدة وبريطانيا.. بسبب ظروف والدها محمد عبد الرحمن الحضيف الدراسية، حتى استقرت بمدينة الرياض عام 1992م، ولم تتركها حتى وفاتها.

## عنها
شاركت هديل الحضيف بتقديم ورقة عمل عن المدونات السعودية، ضمن حلقة دراسية للإعلاميين، نظمتها جامعة السلطان قابوس في مسقط بالتعاون مع مكتب اليونسكو في الدوحة، وبالتنسيق مع اللجنة الوطنية العمانية للتربية والثقافة والعلوم. وذلك ضمن الجلسة المخصصة للإعلام المستقل، وحملت ورقتها عنوان: “المدونات في السعودية: تطورها.. ودورها في التعددية الإعلامية، وحرية التعبير”. كما كان لها مداخلات مميزة عبر عدد من البرامج التلفزيونية في قنوات عدة حول التدوين وقضاياه المختلفة. هذا وأصدرت مجموعة قصصية بعنوان «ظلالهم لا تتبعهم» عبر مؤسسة وهج الحياة الإعلامية في العام 2005، كما عرضت مسرحية من تأليفها بعنوان «من يخشى الأبواب» على مسرح جامعة الملك سعود بالرياض، وفازت بالمركز الأول في مسابقة النص المسرحي، ضمن فعاليات النشاط الثقافي عام 2006. كما أشرف والدها عام 2009 على إصدار كتابها الثاني (غرفة خلفية) في معرض الرياض الدولي للكتاب، حيث عكف على تنقيح مادته من مدونتها الشخصية التي تحمل ذات الاسم، عن دار وهج الحياة أيضاً.
عملت في مكتبة الملك عبد العزيز العامة - فرع المربع (2006-2008) كباحثة في مشروع نادي الكتاب المنبثق من المشروع الوطني لتجديد الصلة بالكتاب. وخلال فترة عملها تولت العديد من المهام والمسئوليات الإبداعية والإدارية: كالتنسيق والإشراف على المعرض التشكيلي الشهري (تترى 2008م) الذي قدمت فيه المكتبة العديد من الأسماء التشكيلية المحلية. إضافة لتقديمها ورشة عمل (قصاصات الذكريات) لفن Scrap book لملتقى الشابات في المكتبة 4-6 نوفمبر 2007م بمعية منال العويبيل. إلى جانب المساهمة في العديد من ورش العصف الذهني، والإعداد لاحتفاءات المكتبة الدورية وملتقياتها المختلفة. وقد سبق عملها في المكتبة سنوات من التطوع الصيفي لبرامج المكتبة المخصصة للأطفال، واحتفاليتها بمناسبة اليوم الوطني.

## قالوا عنها
- تقرير ياسر أبو هلالة في قناة الجزيرة في يوم السبت تاريخ 6 يوليو 2008 عن رحيل المُدوّنة السعودية هديل الحضيف.[7]
- كتبت صحيفة سبق الإلكترونية في يوم السبت تاريخ 17 مايو 2008.[8]
- كتب نجيب الزامل في صحيفة اليوم الإلكتروني بعنوان عتباتُ الجنة.. هذا ما حكته هديل عدد 12738 صفحة الرأي بيوم الأربعاء 1429-04-24 هـ 2008-04-30 م.[9]
- موقع جريدة التايمز أون لاين (موقع إنجليزي) يتحدث عن هديل يوم الإثنين 19 مايو 2008.[10]
- تحدث عنها علي العزازي في برنامج حياة تك على قناة المجد
- قصيدة رثاء في هديل للشاعر:د.عبد الرحمن العشماوي.[11]
- لوعة غياب.. هديل: حمد العيسى.[12]

## من أعمالها
- من يخشى الأبواب (مسرحية): وقد عرضت على مسرح جامعة الملك سعود.
- ظلالهم لا تتبعهم (مجموعة قصصية): نشرت بواسطة دار وهج الحياة الرياض 1425هـ.[13]
- غرفة خلفية (نصوص مختلفة): كتاب تم الإعلان عنه في 25 فبراير 2009 جمعه ونقحه والد هديل الدكتور محمد الحضيف من محتويات مدونتها الشخصية التي تحمل نفس عنوان الكتاب.[14] الكتاب من نشر دار وهج الحياة وتم توزيعه لأول مرة في معرض الكتاب الدولي بالرياض.
- قارعٌ باب الجنة

## وفاتها
أصابتها غيبوبة مفاجئة استمرت خمسة وعشرين يومًا، ثم أصيبت بسكتةٍ دماغية أدّت لوفاتها صباح يوم الجمعة بتاريخ 16 مايو 2008 وصُليَّ عليها في مدينة الرياض. 
وقد أثارت أحداث غيبوبتها وموتها اهتماماً شعبياً بين المدونين والكتاب والصحفيين في السعودية، لاسيما بعد تأخر نقلها إلى مستشفى حكومي بسبب عدم توفير سرير لها.

## الجائزة
في منتصف يوليو 2008 تم الإعلان عن «جائزة هديل العالمية للإعلام الجديد». الجائزة هي جائزة عالمية في ذكرى هديل، تهدف إلى اكتشاف، وتحفيز، وإبراز المواهب الإبداعية العربية في مجال الإعلام الجديد. تُشرف على الجائزة مؤسسة إعلامية غير ربحية.